# Grands Prix automobiles de la saison 1937
Champion d'Europe des pilotes AIACR
 Rudolf Caracciola
1936 1938
La saison de Grands Prix automobiles 1937 est la cinquième saison du championnat d'Europe des pilotes organisée par l'Association Internationale des Automobile Clubs Reconnus (AIACR). Cette année, le championnat est remporté par le pilote allemand Rudolf Caracciola.

## Grands Prix de la saison

### Grands Prix du championnat
| Grand Prix             | Circuit           | Date         | Pilote vainqueur        | Constructeur vainqueur | Résultats |
| ---------------------- | ----------------- | ------------ | ----------------------- | ---------------------- | --------- |
| Grand Prix de Belgique | Spa-Francorchamps | 11 juillet   | Rudolf Hasse            | Auto Union             | Résultats |
| Grand Prix d'Allemagne | Nürburgring       | 25 juillet   | Rudolf Caracciola       | Mercedes-Benz          | Résultats |
| Grand Prix de Monaco   | Monaco            | 8 août       | Manfred von Brauchitsch | Mercedes-Benz          | Résultats |
| Grand Prix de Suisse   | Bremgarten        | 22 août      | Rudolf Caracciola       | Mercedes-Benz          | Résultats |
| Grand Prix d'Italie    | Livourne          | 12 septembre | Rudolf Caracciola       | Mercedes-Benz          | Résultats |

### Autres Grands Prix
| Grand Prix                    | Circuit           | Date         | Pilote vainqueur      | Constructeur vainqueur | Résultats |
| ----------------------------- | ----------------- | ------------ | --------------------- | ---------------------- | --------- |
| Grand Prix d'Afrique du Sud   | East London       | 1er janvier  | Pat Fairfield         | ERA                    | Résultats |
| Grand Prix de Grosvenor       | Le Cap            | 16 janvier   | Ernst von Delius      | Auto Union             | Résultats |
| Flatenloppet                  | Flaten, Stockholm | 14 février   | Eugen Bjørnstad       | Alfa Romeo             | Résultats |
| Circuit de Turin              | Parc du Valentino | 18 avril     | Antonio Brivio        | Alfa Romeo             | Résultats |
| Grand Prix de Naples          | Posillipo         | 25 avril     | Giuseppe Farina       | Alfa Romeo             | Résultats |
| Campbell Trophy               | Brooklands        | 1er mai      | Prince Bira           | Delage                 | Résultats |
| Grand Prix de Tripoli         | La Mellaha        | 9 mai        | Hermann Lang          | Mercedes-Benz          | Résultats |
| Grand Prix de Finlande        | Eläintarharata    | 9 mai        | Hans Rüesch           | Alfa Romeo             | Résultats |
| Grand Prix des Frontières     | Chimay            | 16 mai       | Hans Rüesch           | Alfa Romeo             | Résultats |
| Grand Prix de l'AVUS          | Avus              | 30 mai       | Hermann Lang          | Mercedes-Benz          | Résultats |
| Circuit Superba               | Gênes             | 30 mai       | Carlo Felice Trossi   | Alfa Romeo             | Résultats |
| Grand Prix de Bucarest        | Bucarest          | 30 mai       | Hans Rüesch           | Alfa Romeo             | Résultats |
| Grand Prix de Rio de Janeiro  | Gávea             | 6 juin       | Carlo Maria Pintacuda | Alfa Romeo             | Résultats |
| Grand Prix de l'Eifel         | Nürburgring       | 13 juin      | Bernd Rosemeyer       | Auto Union             | Résultats |
| Grand Prix de Milan           | Parco Sempione    | 20 juin      | Tazio Nuvolari        | Alfa Romeo             | Résultats |
| Grand Prix de France          | Montlhéry         | 4 juillet    | Louis Chiron          | Talbot                 | Résultats |
| Circuit de Vila Real          | Vila Real         | 25 juillet   | Vasco do Sameiro      | Alfa Romeo             | Résultats |
| Coppa Acerbo                  | Pescara           | 15 août      | Bernd Rosemeyer       | Auto Union             | Résultats |
| Circuit d'Estoril             | Estoril           | 15 août      | Manoel de Oliveira    | Ford                   | Résultats |
| Junior Car Club 200 mile race | Donington Park    | 28 août      | Arthur Dobson         | ERA                    | Résultats |
| Grand Prix de Tchécoslovaquie | Masaryk           | 26 septembre | Rudolf Caracciola     | Mercedes-Benz          | Résultats |
| Grand Prix de Donington       | Donington Park    | 2 octobre    | Bernd Rosemeyer       | Auto Union             | Résultats |
| Mountain Championship         | Brooklands        | 16 octobre   | Hans Rüesch           | Alfa Romeo             | Résultats |
| Kalastajatorpanajo            | Helsinki          | 31 octobre   | Karl Ebb              | Mercedes-Benz          | Résultats |

## Classement du Championnat d'Europe des pilotes
| Classement | Pilote                  | Châssis               | BEL  | ALL  | MON  | SUI  | ITA  | Points inscrits |
| ---------- | ----------------------- | --------------------- | ---- | ---- | ---- | ---- | ---- | --------------- |
| Champion   | Rudolf Caracciola       | Mercedes-Benz         | Np.  | 1er  | 2e   | 1er  | 1er  | 13              |
| 2e         | Manfred von Brauchitsch | Mercedes-Benz         | Abd. | 2e   | 1er  | 3e   | Abd. | 15              |
| 3e         | Christian Kautz         | Mercedes-Benz         | 4e   | 6e   | 3e   | 6e   | Abd. | 19              |
| 3e         | Hermann Lang            | Mercedes-Benz         | 3e   | 7e   | Np.  | 2e   | 2e   | 19              |
| 5e         | Hans Stuck              | Auto Union            | 2e   | Abd. | 4e   | 4e   | 9e   | 20              |
| 6e         | Raymond Sommer          | Alfa Romeo            | 5e   | Abd. | 7e   | 8e   | Np.  | 27              |
| 7e         | Bernd Rosemeyer         | Auto Union            | Np.  | 3e   | Abd. | Abd. | 3e   | 28              |
| 7e         | Tazio Nuvolari          | Alfa Romeo/Auto Union | Np.  | 4e   | Np.  | 5e   | 7e   | 28              |
| 7e         | Rudolf Hasse            | Auto Union            | 1er  | 5e   | Abd. | Np.  | Np.  | 28              |
| 7e         | Giuseppe Farina         | Alfa Romeo            | Np.  | Abd. | 6e   | Abd. | Abd. | 28              |
| 11e        | László Hartmann         | Maserati              | Np.  | Abd. | Abd. | 9e   | Np.  | 29              |
| 12e        | Hans Rüesch             | Alfa Romeo            | Np.  | 8e   | 8e   | Abd. | Np.  | 31              |
| 13e        | Vittorio Belmondo       | Alfa Romeo            | Np.  | 12e  | Np.  | Np.  | 10e  | 32              |
| 14e        | Hermann Paul Müller     | Auto Union            | Abd. | Abd. | Np.  | Np.  | 5e   | 33              |
| 15e        | Richard Seaman          | Mercedes-Benz         | Np.  | Abd. | Np.  | Np.  | 4e   | 34              |
| 15e        | Clemente Biondetti      | Maserati/Alfa Romeo   | Np.  | Np.  | Abd. | Np.  | Abd. | 34              |
| 17e        | Carlo Felice Trossi     | Alfa Romeo            | Abd. | Np.  | Np.  | Np.  | 8e   | 35              |
| 17e        | Luigi Soffietti         | Maserati              | Np.  | Abd. | Abd. | Np.  | Np.  | 35              |
| 17e        | Paul Pietsch            | Maserati              | Np.  | Abd. | Np.  | 10e  | Np.  | 35              |
| 20e        | Giovanni Minozzi        | Maserati/Alfa Romeo   | Np.  | Abd. | Np.  | Abd. | Np.  | 36              |
| 20e        | Kenneth Evans           | Alfa Romeo            | Np.  | 9e   | Np.  | Np.  | Np.  | 36              |
| 20e        | Ernő Festetics          | Maserati              | Np.  | 10e  | Np.  | Np.  | Np.  | 36              |
| 20e        | Attilio Marinoni        | Alfa Romeo            | Np.  | 11e  | Np.  | Np.  | Np.  | 36              |
| 20e        | Goffredo Zehender       | Mercedes-Benz         | Np.  | Np.  | 5e   | Np.  | Np.  | 36              |
| 20e        | Carlo Maria Pintacuda   | Alfa Romeo            | Np.  | Np.  | 9e   | Np.  | Np.  | 36              |
| 20e        | Luigi Fagioli           | Auto Union            | Np.  | Np.  | Np.  | 7e   | Np.  | 36              |
| 20e        | Achille Varzi           | Auto Union            | Np.  | Np.  | Np.  | Np.  | 6e   | 36              |
| 28e        | Adolfo Mandirola        | Maserati              | Np.  | Np.  | Np.  | Abd. | Np.  | 37              |
| 28e        | Henri Simonet           | Alfa Romeo            | Np.  | Np.  | Np.  | Abd. | Np.  | 37              |
| 30e        | Ernst von Delius        | Auto Union            | Np.  | Abd. | Np.  | Np.  | Np.  | 38              |
| 30e        | Franco Cortese          | Maserati              | Np.  | Abd. | Np.  | Np.  | Np.  | 38              |
| 30e        | Giovanbattista Guidotti | Alfa Romeo            | Np.  | Np.  | Np.  | Np.  | Abd. | 38              |
| 33e        | Renato Balestrero       | Alfa Romeo            | Np.  | Abd. | Np.  | Np.  | Np.  | 39              |
| 33e        | Edoardo Teagno          | Maserati              | Np.  | Abd. | Np.  | Np.  | Np.  | 39              |
| 33e        | Francesco Severi        | Maserati              | Np.  | Abd. | Np.  | Np.  | Np.  | 39              |
| 33e        | Antonio Brivio          | Alfa Romeo            | Np.  | Np.  | Abd. | Np.  | Np.  | 39              |
| 33e        | Max Christen            | Alfa Romeo            | Np.  | Np.  | Np.  | Abd. | Np.  | 39              |

Légende (1931 / 1935-1939)
- Vainqueur : 1 point
- Deuxième : 2 points
- Troisième : 3 points
- Quatrième ou complété à plus de 75 % : 4 points
- Complété entre 50 et 75 % : 5 points
- Complété 25 et 50 % : 6 points
- Complété à moins de 25 % : 7 points
- N'a pas participé (np) : 8 points
- Disqualifié (dsq) : 8 points
- En gras : pole position
- En italique : meilleur tour en course
- * : voiture partagée

Légende (1932)
- Vainqueur : 1 point
- Deuxième : 2 points
- Troisième : 3 points
- Quatrième : 4 points
- Cinquième : 5 points
- Autre partant : 6 points
- Disqualifié (dsq) : 6 points
- N'a pas participé (np) : 7 points
- En gras : pole position
- En italique : meilleur tour en course
- * : voiture partagée

## Grands Prix nord-américains
Les courses se déroulant aux États-Unis sont regroupés au sein du Championnat américain organisées par l'Association américaine des automobilistes (AAA). Au total, six courses dont trois comptant pour le classement final se déroulent cette année-là.
Wilbur Shaw remporte le championnat.